# NEC PC 9801 E
NEC PC 9801 E (PC 9801 E) је кућни рачунар, производ фирме NEC који је почео да се израђује у Јапану током 1983. године.
Користио је 8086-2 као централни микропроцесор а RAM меморија рачунара PC 9801 E је имала капацитет од 128 KB (до 640 KB). 

## Детаљни подаци
Детаљнији подаци о рачунару PC 9801 E су дати у табели испод.
|                       |                                                                                      |
| [ 1 ]                 |                                                                                      |
| Произвођач            |                                                                                      |
| Тип                   | кућни рачунар                                                                        |
| Меморија              | 128 (до 640 KB)                                                                      |
| Поријекло             | Јапан                                                                                |
| Година                | 1983                                                                                 |
| Тастатура             | са пуним помаком тастера са функцијским тастерима, нумеричка тастатура, едит тастери |
| Процесор              |                                                                                      |
| Фреквенција процесора | 5 / 8 (подесиво)                                                                     |
| RAM                   | 128 (до 640 KB)                                                                      |
| ROM                   | 256 (N88-Бејсик + Кањи знакови)                                                      |
| Текст                 | 80 x 24                                                                              |
| Графика               | 640 x 400 / 640 x 200                                                                |
| Боја                  | 8 боја                                                                               |
| Звук                  | мали звучник                                                                         |
| Димензије             | непознато                                                                            |
| Портови               |                                                                                      |
| Оперативни систем     |                                                                                      |